# (664) Юдифь
(664) Юдифь (нем. Judith) — астероид главного пояса, который относится к спектральному классу Xc. Он был открыт 24 июня 1908 года немецким астрономом Августом Копффом в Гейдельбергской обсерватории и назван в честь библейской героини Юдифи.
Тиссеранов параметр относительно Юпитера — 3,135.